# إنغريد ساندر
إنغريد ساندر (بالإسبانية: Ingrid Sander) هي مبارزة بالسيف فنزويلية، ولدت في 12 مارس 1937 في كاراكاس في فنزويلا.

## وصلات خارجية
- إنغريد ساندر على موقع أوليمبيديا (الإنجليزية)